# China Energy Investment
China Energy Investment Corporation, plus connue sous le nom de China Energy (en chinois : 国家能源投资集团有限责任公司), est une société minière et énergétique publique administrée par la SASAC du Conseil d'État de la République populaire de Chine.

## Histoire
Le 28 août 2017, SASAC a annoncé que China Guodian Corporation et Shenhua Group seraient restructurées et fusionnées. Shenhua Group et China Guodian Corporation deviennent China Energy Investment Corporation Limited. Ce sera la plus grande compagnie d'électricité au monde en termes de capacité installée,.

## Opérations
China Energy est engagée dans le développement, l'investissement, la construction, l'exploitation et la gestion de centrales électriques et la production d'électricité pour l'approvisionnement en électricité en Chine. Il extrait également du charbon, exploite des chemins de fer et des ports, produit du polyéthylène et du polypropylène et entreprend des activités de recherche et développement.

## Sources et références
1. ↑  « Factbox: Shenhua and Guodian - China's latest state marriage », Reuters,‎ 29 août 2017 (lire en ligne, consulté le 30 août 2017)
2. ↑  « China Is Creating the World's Largest Power Company », Bloomberg News,‎ 28 août 2017 (lire en ligne, consulté le 29 août 2017)